# Table de Trajan
Pour la Table Trajane en bronze, dite aussi Table Alimentaire, trouvée à Veleia, voir Veleia.
La Tabula Trajana ou table de Trajan (en serbe cyrillique : Трајанова табла ; en serbe latin : Trajanova tabla) est une inscription latine dédiée à l’empereur Trajan réalisé entre 100 et 101, gravée sur une paroi rocheuse spécialement taillée, surplombant les Portes de Fer. Elle se trouve aujourd'hui intégrée, avec d’autres vestiges de la même époque (voie romaine et restes du pont sur le Danube établis par Trajan) dans le parc national de Đerdap, près de Kladovo, en Serbie. En raison de son importance, la Table de Trajan, tout comme le Pont de Trajan voisin, figure sur la liste des monuments culturels exceptionnels de la République de Serbie (identifiant no SK 609).

## Historique

### Campagne de Trajan contre les Daces
Les vestiges encore visibles remontent à l'expédition menée par Trajan en 100-103 contre les Daces, au nord du Danube. Il fit tracer une route militaire venant de Belgrade. Cette route passait à flanc de montagne sur la rive droite des Portes de Fer et atteignait une zone plus plate où Trajan fit établir par son ingénieur Apollodore de Damas un pont pour rallier l'autre rive. Tout cela est immortalisé par les scènes visibles au bas de la colonne Trajane. Le pont était du type très répandu à tablier de bois sur piles de maçonnerie. Trajan fit aussi draguer un chenal navigable dans le lit du fleuve dans une zone de rapides réputée infranchissable. 
La table de Trajan  est très importante pour la culture roumaine, son histoire, et sa latinité. Bien que les vestiges soient situés en Serbie, la Roumanie ne revendique pas la région, où vit une importante minorité de Roumains.
Entre 1881 et 1940, plusieurs projets d'échanges avec une autre région furent proposés à la Serbie, puis à la Yougoslavie. Entre 1918 et 1941, pour les nationalistes Roumains, la région de la table de Trajan était la porte d'entrée de la Roumanie. En 1970, la Roumanie renonça définitivement à ses revendications sur le site, la Yougoslavie reconnaissant que le site était associé à la conquête de la Dacie (actuelle Roumanie) par Trajan, entre 101 et 105.

### Aménagements hydroélectriques
La construction du barrage roumano-yougoslave de Kladovo-Drobeta-Turnu Severin s'est étalée de 1963 à 1972. On chercha alors les meilleures solutions pour préserver les vestiges - romains et autres - qui allaient être irrémédiablement noyés sous les eaux de l'immense lac de retenue, et notamment la Table de Trajan qui est l'un des symboles de la latinité de la Roumanie (la région aux alentours concentre la minorité Roumaine de Serbie). Avant la construction du barrage, les eaux du Danube affleuraient déjà la Table de Trajan et les restes de la voie romaine. Il fut donc décidé de découper la table, avec toute la roche qui l'entoure, et de la remonter 50 m plus haut, de manière à la rendre visible depuis le fleuve.

### Mise en valeur des vestiges

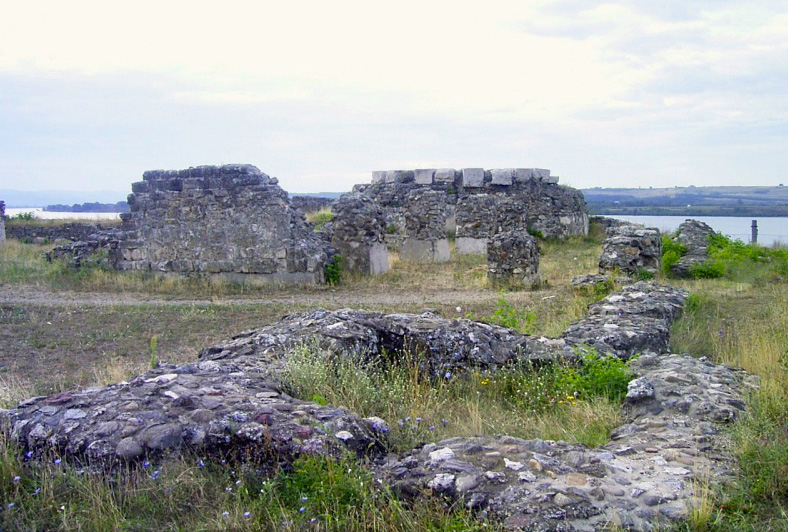
Vestiges des piles du pont de Trajan

L'ensemble des vestiges est aujourd'hui intégré au parc national de Đerdap, qui préserve aussi la faune et la flore locales. La table est donc exposée au-dessus d'un lac artificiel. Du pont de Trajan, une vingtaine de piles ont été retrouvées : on peut voir celles qui sont les plus proches de la rive. 
L'ensemble est d'un grand intérêt historique et touristique.

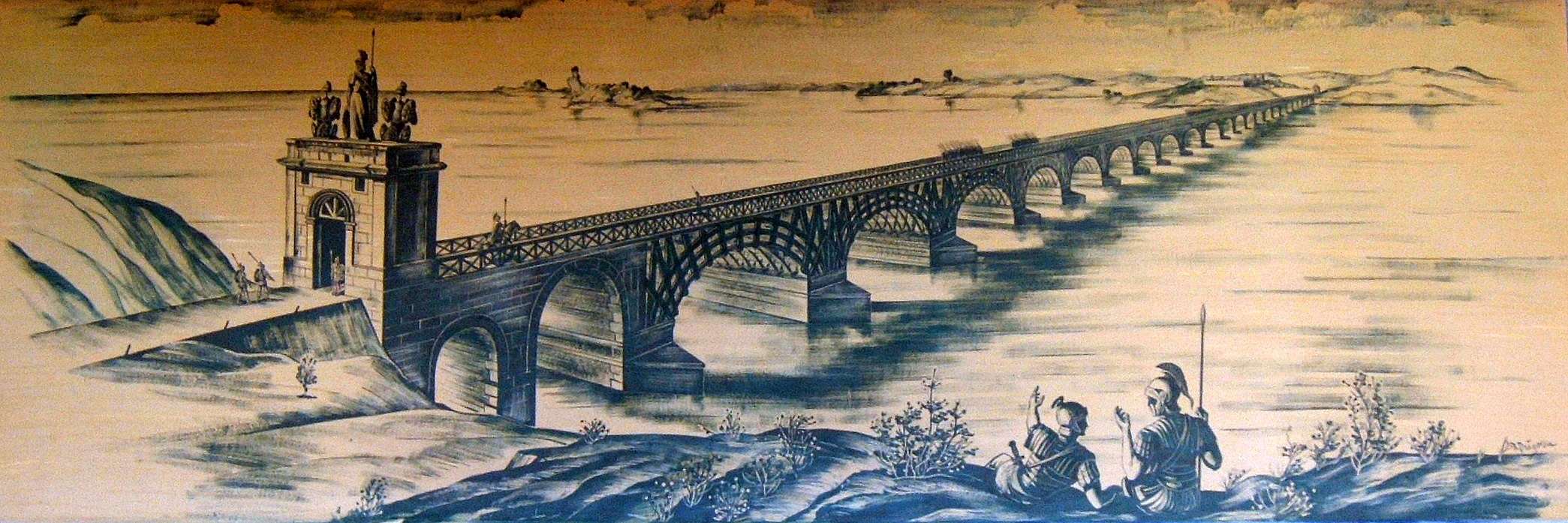
Reconstitution du pont de Trajan sur le Danube

## Description de la table de Trajan

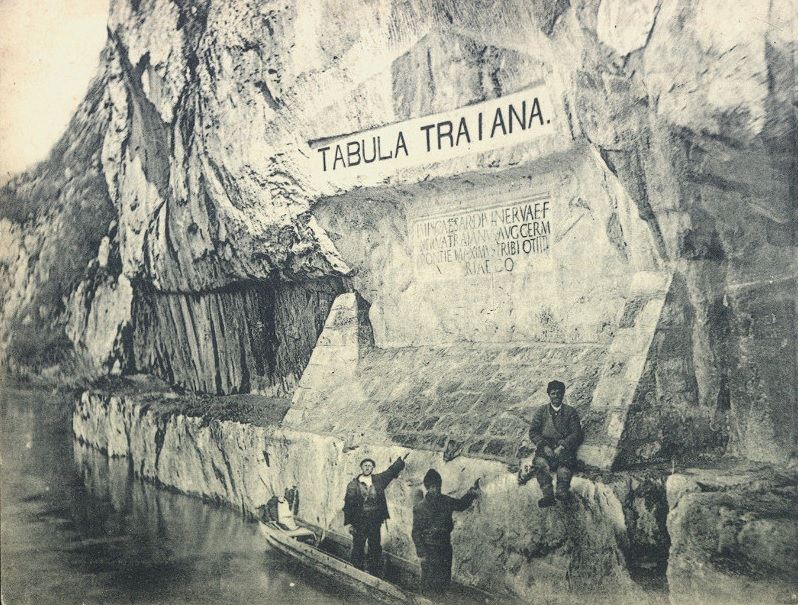
La table de Trajan en 1908, à son emplacement d'origine.

Le monument est composé d'une grande table verticale taillée à même la roche, sur une longueur de 3,20 m et une hauteur de 1,80 m, ornée de deux dauphins ailés, de roses sexifoliées et d'un aigle aux ailes déployées. 
La table est protégée par une sorte d'auvent en forme de fronton portant une inscription moderne en relief « TABULA TRAIANA ».

## Texte de la Tabula Trajana
L'inscription,, s'étend sur six lignes :
- Texte latin

IMP CAESAR DIVI NERVAE F
NERVA TRAIANVS AUG GERM
PONTIF MAXIMVS TRIB POT IIII
PATER PATRIAE COS III
MONTIBVS EXCISI. ANCO..BVS
SVBLATIS VIA. .E.
soit :
( ) abréviation rétablie - [ ] restitution d'une lacune
Imp(erator) Caesar divi Nervae f(ilius)
Nerva Traianus Aug(ustus) Germ(anicus)
pontif(ex) maximus trib(unicia) pot(estate) IIII
pater patriae co(n)s(ul) III
montibus excisi[s] anco[ni]bus
sublat[i]s via[m r]e[fecit].
- Traduction proposée :

L'empereur César, fils du divin Nerva,
Nerva Traianus Augustus, vainqueur des Germains,
grand pontife, investi quatre fois de la puissance tribunitienne,
père de la patrie, consul pour la troisième fois,
a entaillé les montagnes et placé des poutres
de soutènement pour la réfection de cette route.